# Joyos de Tolosa
Joyos de Tolosa o nelle varianti Jojos de Toloza o Joiós de Tolosa, Joios de Toloza o Joyos de Toloza, francesizzato in Joios de Toulouse (fl. 1190-1310) è stato un trovatore o forse joglar francese, probabilmente originario di Tolosa o comunque linguadociano della contea di Foix, attivo a cavallo tra il XIII e il XIV secolo.
Gli si attribuisce una pastorela (L'autr' ier el dous tems de Pascor) non databile, composta di tre coblas, probabilmente parte di una composizione più lunga, dato che manca della parte finale tipica di questo genere. La composizione rispecchia nella struttura la poesia "Lantelm, qui·us onra ni·us acuoill" di Lanfranco Cigala. Di questo compositore non si sa nulla tranne quanto lui stesso sembrerebbe voler affermare, dichiarando testualmente la sua origine e il suo nome dicendo di essere  "de Tolza, et ai nom Joyos", ma probabilmente si tratta di un nomignolo di giullare o un senhal.
Il cavaliere Joyos racconta alla pastorella (pastorela) i maltrattamenti che riceve per mano della sua signora (dompna).
[...]

A Domnidieu

prec qu.us ampar

E-us gar

de far

mal, quar

vos fe de ben, ses par,

ab cors d'agradatge;

e de faillir

vos gar, quar dir

puesc ben de ver

que per

plazer

aver

a selhs que.us van vezer,

cos fe ses follatge

Er aujatz avinen repos,

per fin cor sostraire,

que.m fes ab semblant amoros:

"Amicx, e cortes, e pros;

mas del vostr'afaire

sabrem, ans que.us lonhetz de nos,

si etz fis amaire;

mas primiers vuelh saber de vos,

qu'aissi.us vey mal traire,

Lo nom, et estar cossiros,

ni de qual reoaire

vengues." Et ieu dissi cochos:

"Leu m'es per retraire:

De tolza, et ai nom Joyos;

No.m reverta gaire,

quar nulhs socors

no.m ven d'amors,

ans muer aman,

celan

mon dan,

lauzan

midons, e sofertan,

qu'ieu am ses cor vaire;

e ges no.m pes

qu'elha.m degues

aucir, ni.m veg

naleg",

ans deg,

per dreg,

virar de son destreg

mon cor et estraire".

[...]
[...]

A domineddio

prego che vi guardi

e protegga

di far

del male, ché

Lui vi fa buona, senza pari,

con grazioso sembiante;

e di fallire

vi guardi, ché, in vero,

posso ben dire

di veder che per

piacer

date

a quelli che voi vedete

cosa non senza follia.

E ascoltate l'amabile risposta,

per sottrarre il mio fin cuore,

che fece il sembiante amoroso:

"Amico, e cortese, e prode;

ma di voi vorrem

sapere, prima che ve ne andiate,

se voi amate sinceramente;

ma prima vorrei saper,

da che vi vedo sì malmesso,

il nome, e così triste,

e da qual luogo

venite". E tosto gli dissi:

"Lieve m'è dirlo:

Di Tolosa, e mi chiamo Joyos;

e [il nome] non mi dà gioia,

ché non mi soccorre

neanche in amore,

anzi muoio amando,

celando

il mio danno,

laudando

la mia donna, e soffrendo,

perché io amo senza cuore vario;

e già non penso

che lei debba

uccidermi, e vedo

un torto,

anzi,

per dritto,

sviarmi dovrei dal suo dominio

e il mio cuore sottrarle".

[...]